# Mr. Sub

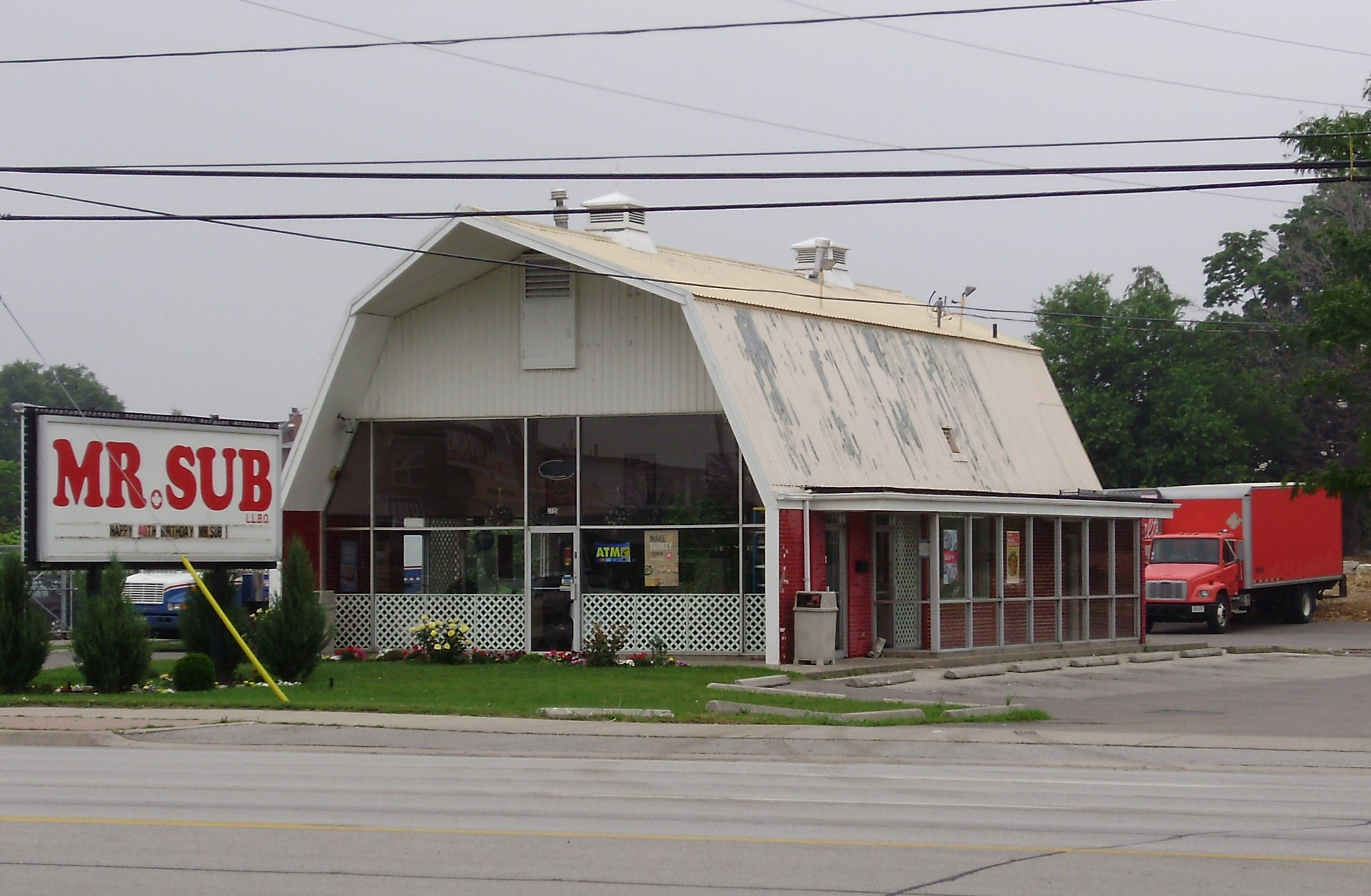
Un restaurant Mr. Sub à Mississauga, en Ontario, opérant dans un ancien restaurant Red Barn.

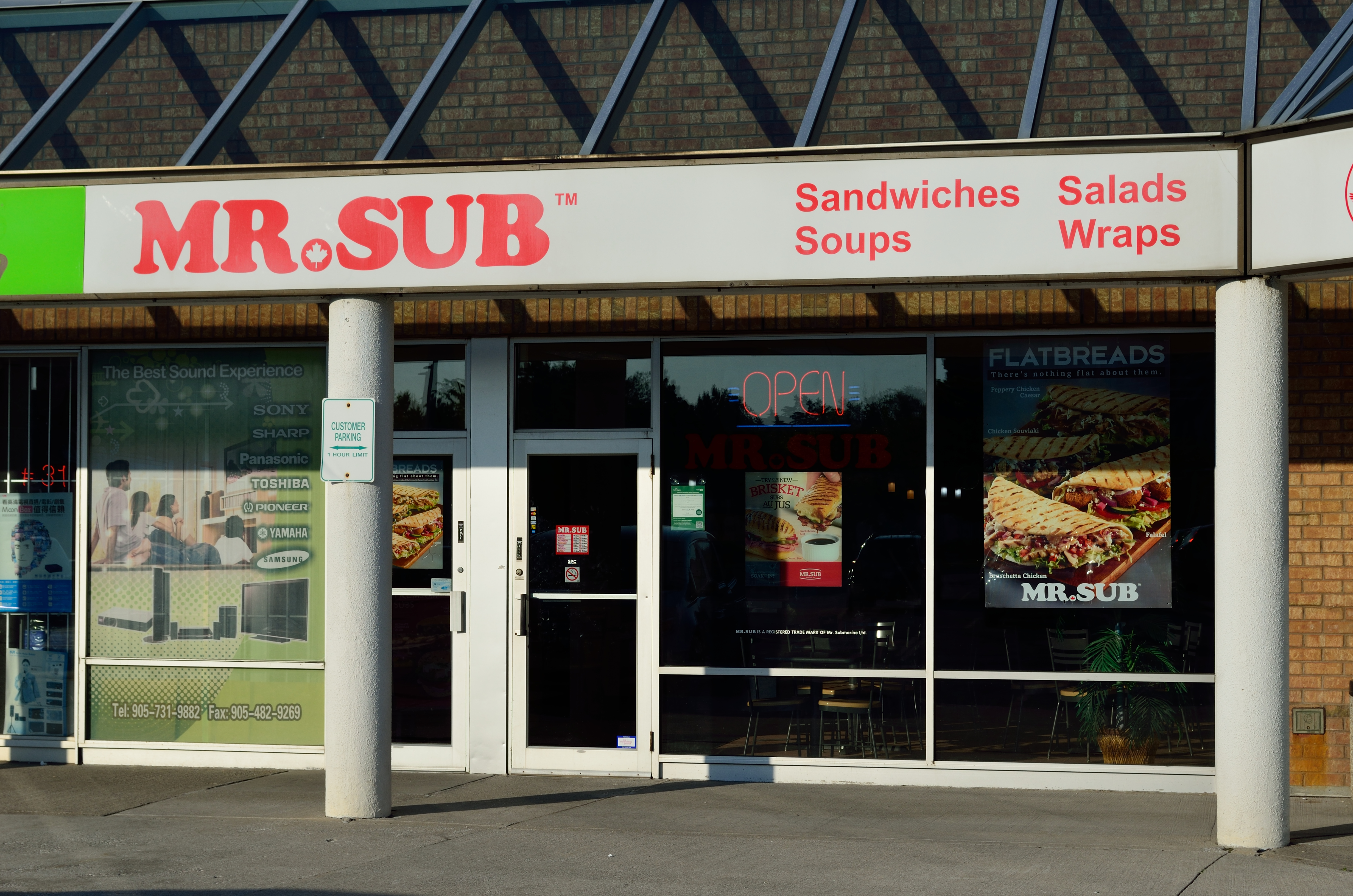
Restaurant Mr. Sub à Richmond Hill, en Ontario.

Mr. Sub (stylisé en MR.SUB), dénommé à l’origine Mr. Submarine avant les années 1990, est une chaîne canadienne de plus de 200 enseignes vendant des sandwiches sous-marins. Le premier restaurant ouvrit en 1968 dans le quartier de Yorkville à Toronto, lequel était alors connu pour sa culture « hippie ».
En 2019, Mr. Sub comptait six restaurants en Inde et trois à Dubaï, les autres étant situés au Canada.

## Histoire
Mr. Sub fut fondé à Toronto (Canada) en 1968 par deux amis, Jack Levinson, professeur de gymnastique, et Earl Linzon, aide-comptable, avec un capital de départ s'élevant à 1 600 dollars. Ses créateurs s'étaient donné pour objectif de vendre des aliments de qualité ; vite servis ; toujours frais ; et surtout, de proposer à leurs clients le meilleur rapport qualité-prix.
Le premier restaurant Mr. Sub, alors dénommé Mr. Submarine, ouvrit ses portes au 130 Yorkville Avenue, au rez-de-chaussée d'une maison mitoyenne victorienne reconvertie. Après un accueil favorable, les deux fondateurs ouvrirent un deuxième restaurant cinq mois plus tard.
En 1972, Mr. Submarine vendit sa première franchise et devient officiellement Mr. Sub en 1990.
Passé le milieu des années 90, le succès de la chaîne commença à diminuer en raison de l’arrivée sur le marché de la franchise Subway. En 2005, il fut question du rachat de Mr. Sub par Michael Bregman, ancien propriétaire de la chaîne de café Second Cup. Parmi les autres acheteurs potentiels, citons Cara Operations, société mère de Swiss Chalet, et le Priszm Canadian Income Fund, exploitant de KFC. La chaîne de beignets Country Style aurait également montré un bref intérêt envers Mr. Sub en 2005.
Le 18 août 2011, Groupe d’alimentation MTY, alors propriétaire de Country Style, annonça son acquisition de Mr. Sub prévue pour la fin du mois d’octobre 2011, pour un montant s'élevant à 23 millions de dollars.
À l'origine, et jusqu'à l'arrivée de chaînes américaines telles que Subway, Mr. Sub était l'unique détaillant franchisé d'envergure de sandwiches sous-marins au Canada. L'entreprise fait maintenant face à une concurrence intense de la part de plusieurs marques de restauration rapide implantées dans les petites villes et les campagnes, ainsi que de points de vente à emporter ayant toujours proposé le sandwich sous-marin.
Le slogan actuel de Mr. Sub est « Yours Since 1968 ».
Mr. Sub a eu une succursale au centre-ville de Montréal, mais cette succursale est fermé définitivement.  Les sœurs chaînes, Blimpie est pour les États-Unis seulement et Dagwoods, pour le grand Montréal seulement.  Blimpie est la sœur chaîne de Mr. Sub depuis 2016, et Dagwoods la sœur chaîne de Blimpie et Mr. Sub depuis 2017.

## Produits
Mr. Sub vend principalement des sandwiches sous-marins (ou « subs ») : il s'agit de longs pains, semblables à des baguettes, garnis de viande, de fromage, de sauces et de légumes. Parmi ses autres produits, on retrouve des wraps, des soupes, des salades, des produits de boulangerie et des paninis. Mr. Sub propose également quelques spécialités originales.
L'acquisition de Mr. Sub par MTY en 2011 cause un changement des produits breuvages de Coca-Cola à Pepsi.

## Commercialisation
Mr. Sub utilise divers circuits de commercialisation. Parmi les méthodes de marketing adaptées par Mr. Sub pour ses opérations, on retrouve des partenariats stratégiques avec les franchises sportives les plus visibles du pays, des promotions d'envergure nationale et des campagnes publicitaires actuellement en cours dans leurs restaurants.
De telles initiatives commerciales permettent à Mr. Sub d’interagir avec sa clientèle de plus en plus importante. Mr. Sub tente parfois de changer ses campagnes et ses activités promotionnelles. L'entreprise a fait usage d'une stratégie de marketing très décontractée avec le slogan « Oh Canada, Oh Mr. Sub! ». En 2012, elle a également lancé une campagne télévisée rappelant aux consommateurs l'identité canadienne de la marque. « Nous voulions souligner la personnalité de notre entreprise canadienne », a déclaré Rita McParland, vice-présidente du service Marketing chez Mr. Sub.

## Voir également
- Sandwich sous-marin